# Jezdimir Dangić
Jezdimir Dangić (serb. Јездимир Дангић; ur. 4 maja 1897 w Srebrenicy, zm. 1947 w Sarajewie) – bośniacki Serb, oficer żandarmerii, dowódca czetnicki w Bośni podczas II wojny światowej, kolaborant z marionetkowym rządem Nedicia, uczestnik walk z ustaszami, zbrodniarz wojenny (brał udział w zabiciu około 8000 bośniackich mieszkańców Fočy). W okupowanej Polsce przebywał od 1942; wziął udział w powstaniu warszawskim.

## Życiorys
Był synem Savo Dangicia i Milicy z d. Popović. Uczęszczał do gimnazjum w Tuzli w Bośni. Jako członek organizacji Młoda Bośnia został skazany na 3,5 roku więzienia pod zarzutem zdrady stanu Monarchii Austro-Węgierskiej. Odbywał karę w więzieniach w Tuzli i Zenicy w okresie I wojny światowej. Po wyjściu na wolność studiował prawo na uniwersytecie w Tuzli. Następnie wstąpił do armii jugosłowiańskiej, a 3 stycznia 1928 przeniósł się do żandarmerii w stopniu podporucznika.
Podczas agresji Niemiec i Włoch na Jugosławię w kwietniu 1941 służył w armii jako major. Dowodził oddziałem żandarmerii, który eskortował króla Piotra II z Belgradu do Nikšića. Następnie uniknął niemieckiej niewoli i spotkał się w Belgradzie z generałem Milanem Nediciem, który wówczas prowadził z Niemcami rozmowy w sprawie utworzenia marionetkowego rządu serbskiego. Jednocześnie nawiązał kontakt z pułkownikiem Dragoljubem Mihailoviciem, który w rejonie Ravnej Gory organizował czetnicką partyzantkę. Został wysłany do Bośni z zadaniem zorganizowania czetnickich struktur i sformowania oddziałów na tamtejszym obszarze. Po uznaniu w 1942 przez zachodnich aliantów sił czetnickich za tak zwane Królewskie Wojska Jugosłowiańskie w Ojczyźnie został mianowany przez pułkownika Mihailovicia dowódcą wszystkich oddziałów czetnickich we wschodniej Bośni. Liczyły one około tysiąca ludzi z obszarem działania pomiędzy Wiszegradem i Bijeljiną.
W październiku 1941 zawarł porozumienie z NOVJ przewidujące wspólną walkę przeciwko chorwackim ustaszom, napadającym na serbskie wioski. Nie trwało ono jednak długo. Oddziały czetników zajęły rejon miejscowości Bratunac, Srebrenica, Vlasenica, Olovo, Rogatica, Foča, Goražde i Čajniče zanim wkroczyły tam wojska chorwackie. Towarzyszyły temu masakry ludności bośniackiej i niszczenie ich domów. 1 grudnia 1941 włoskie władze okupacyjne nakazały ustaszom opuszczenie Fočy, co doprowadziło do zabicia około 8 tysięcy mieszkańców miasta przez czetników Dangicia, w tym też katolików (nazwanych później drinske mučenice – drińskie męczennice).
W lutym 1942 rozpoczął rozmowy z przedstawicielem niemieckiego dowództwa w Serbii w sprawie zawarcia rozejmu. Był on też gotowy nawiązać współpracę przy zwalczaniu komunistycznej partyzantki. Niemcy zastanawiali się nawet nad przekazaniem czetnikom administrowania obszarem Bośni leżącym pomiędzy rzekami Sawa, Drina i Bosna. Jednakże władze NDH zdecydowanie odmówiły, a same odpowiedziały kontrofensywą przeciwko oddziałom czetnickim, podczas której główną rolę odgrywał Czarny Legion. Serbowie ponieśli duże straty, a przed ostateczną porażką uratowała ich interwencja Niemców, którzy wstrzymali chorwacką operację.
Sam Dangić został jednak schwytany i aresztowany przez niemieckich żołnierzy w nocy z 10 na 11 kwietnia 1942 we wsi Rogačica koło miejscowości Bajina Bašta. Wysłano go do obozu w Generalnym Gubernatorstwie, w którym przebywał aż do wybuchu powstania warszawskiego 1 sierpnia 1944. Uczestniczył w walkach powstańczych w szeregach Armii Krajowej. Po zakończeniu działań zbrojnych został aresztowany przez Sowietów i osadzony w więzieniu na Łubiance. W 1947 przekazano go władzom SFR Jugosławii. W lutym 1947 sąd w Sarajewie skazał Dangicia na karę śmierci za zbrodnie wojenne oraz kolaborację z Niemcami, Włochami i rządem generała Nedicia. Wkrótce po procesie został rozstrzelany.